# Juan Familia-Castillo
Juan Carlos Familia-Castillo (Amsterdam, 13 januari 2000) is een Nederlands-Dominicaans voetballer die als verdediger speelt. In 2024 tekende hij een contract dat hem tot 2026 aan de Nederlandse eredivisionist RKC Waalwijk bindt.

## Carrière

### Jeugd
Juan Familia-Castillo speelde in de jeugdopleidingen van AVV Zeeburgia, AFC Ajax en Chelsea FC. 

### AFC Ajax
In het seizoen 2019/20 wordt hij door Chelsea aan zijn oude club Ajax verhuurd met een optie tot koop. Hij debuteerde in het betaald voetbal voor Jong Ajax op 13 september 2019, in de met 3-2 verloren uitwedstrijd tegen De Graafschap. Familia-Castillo begon in de basis en speelde de hele wedstrijd.

### Opnieuw verhuurd
Op 6 oktober 2020 werd bekend gemaakt dat Castillo nogmaals een jaar werd verhuurd naar een Nederlandse club. Ditmaal aan AZ. Hier speelde hij slechts één minuut, in de met 2-2 gelijkgespeelde uitwedstrijd tegen FC Utrecht. Verder kwam hij alleen in actie voor Jong AZ in de Eerste divisie. Begin 2021 werd hij verhuurd aan ADO Den Haag. Hier kwam hij wel aan spelen toe, maar degradeerde hij wel met ADO uit de Eredivisie. In het seizoen 2021/22 werd hij aan Birmingham City FC en Charlton Athletic FC verhuurd. In juni 2023 liep zijn bij Chelsea contract af.

### RKC Waalwijk
Na een jaar zonder club vervolgde Familia-Castillo zijn carrière bij RKC Waalwijk in de Eredivisie. Hij debuteerde in de eerste speelronde van het seizoen 2024/25 tegen PSV (1-5). Hij viel in voor Aaron Meijers in de 78e minuut.

## Clubstatistieken
| Seizoen                     | Club                   | Competitie     | Competitie | Competitie | Beker | Beker | Internationaal | Internationaal | Totaal | Totaal |
| Seizoen                     | Club                   | Competitie     | Wed.       | Dlp.       | Wed.  | Dlp.  | Wed.           | Dlp.           | Wed.   | Dlp.   |
| --------------------------- | ---------------------- | -------------- | ---------- | ---------- | ----- | ----- | -------------- | -------------- | ------ | ------ |
| 2019/20                     | → Jong Ajax            | Eerste divisie | 23         | 0          | –     | –     | –              | –              | 23     | 0      |
| 2020/21                     | → AZ                   | Eredivisie     | 1          | 0          | 0     | 0     | 0              | 0              | 1      | 0      |
| 2020/21                     | → Jong AZ              | Eerste divisie | 6          | 0          | –     | –     | –              | –              | 6      | 0      |
| 2020/21                     | → ADO Den Haag         | Eredivisie     | 16         | 0          | 1     | 0     | –              | –              | 17     | 0      |
| 2021/22                     | → Birmingham City FC   | Championship   | 3          | 0          | 2     | 0     | –              | –              | 5      | 0      |
| 2021/22                     | → Charlton Athletic FC | League One     | 2          | 0          | 1     | 0     | –              | –              | 3      | 0      |
| 2024/25                     | RKC Waalwijk           | Eredivisie     | 14         | 0          | 1     | 0     | 0              | 0              | 15     | 0      |
| Carrièretotaal              | Carrièretotaal         | Carrièretotaal | 65         | 0          | 5     | 0     | 0              | 0              | 70     | 0      |
| Bijgewerkt op 12 maart 2025 |                        |                |            |            |       |       |                |                |        |        |